# Sergueï Spiegelglass
Serguéi Mijáilovich Spiegelglass, o Sergey Spigelglas o Shpigelglas (en ruso: Серге́й Миха́йлович Шпи́гельглас, Mastý, Gobernación de Grodno, Imperio ruso, 29 de abril de 1897 — Moscú, Unión Soviética, 29 de enero de 1941), fue un espía soviético, que fue un miembro importante del Servicio Secreto Soviético (NKVD) en los años 1930.

## Biografía

### Juventud
Spiegelglass nació en una familia judía en Mastý, actualmente ubicada en Bielorrusia.
Después de estudiar en la Universidad de Varsovia, estudió derecho en la Universidad de Moscú.
En 1917, era miembro del ejército ruso, teniente en el 42.º regimiento de la reserva.
Después de la Revolución de Octubre, ingresó en la Checa, y gracias a su manejo de varios idiomas (ruso, alemán, polaco, francés), estaba versado en el servicio exterior.
En 1926, estuvo en Mongolia, donde dirigió misiones de espionaje a China y Japón.

### Años 1930
Desde 1936, Spiegelglass se desempeñó como vicedirector del Primer Alto Directorio del NKVD. Su nombre en clave era "Douglas". Sus actividades consisten principalmente en la vigilancia de los rusos blancos (nobles emigrantes rusos, ex oficiales zaristas) y trotskistas. Es notablemente el oficial que trata con Mark Zborowski y Roland Abbiate (Vladímir Pravdin). Ayuda a reclutar a Nikolái Skoblin ya su esposa Nadezda Plevítskaya.
Posteriormente regresó a Moscú, donde entrenó a nuevos agentes en contrainteligencia, y fue nombrado subdirector del Departamento de Asuntos Exteriores, bajo la dirección de Abram Slutski.
En 1937, fue acusado de la ejecución de Ignace Reiss en Suiza y del secuestro del general Yevgueni Miller. Durante 1938, coordinó los arreglos para el asesinato del líder nacionalista Yevguén Konovalets en Rotterdam (la operación fue llevada a cabo en el terreno por Pável Sudoplátov).
En 1938, fue detenido acusado de «colaboración con agencias de inteligencia extranjeras y participación en un complot trotskista dentro del NKVD». En 1940, fue condenado a pena de muerte por el Colegio Militar de la Corte Suprema de la Unión Soviética. Fue rehabilitado en noviembre de 1956.